# Термоакустический холодильник
Термоакустический холодильник — акустический тепловой насос, устройство, в котором благодаря устойчивым звуковым волнам созданы условия для переноса теплоты из холодной части в горячую.
То, что вызванное звуковыми волнами сжатие и расширение газа можно использовать для охлаждения, показали Скот Бэкхаус и Грег Свифт (Scott Backhaus, Greg Swift) из Лос-Аламосской лаборатории в 1980 году. Эффект заключается в том, что часть пластин, расположенных в наполненной сжатым газом звукопроводящей трубе, нагревается, а часть — охлаждается, и этот градиент температуры можно использовать, подсоединив к трубе теплообменник. Мэт Поуз и Стив Гаррет из Пенсильванского университета добились минимальной температуры охлаждения в −8°С, использовав звук мощностью 173 децибел.